# Campagne des Philippines
Pour les articles homonymes, voir Bataille des Philippines.
Théâtre du Pacifique Sud-Ouest de la Seconde Guerre mondiale
Batailles
Campagne des Philippines
- Formose
- Leyte
- Golfe de Leyte
- Baie d'Ormoc
- Mindoro
- Maguindanao
- Golfe de Lingayen
- Luçon
- Col de Bessang
- Raid de Cabanatuan
- Bataan (1945)
- Manille (1945)
- Corregidor (1945)
- Baguio (1945)
- Raid de Los Baños
- Visayas
- Palawan
- Mindanao
- Jolo
- Davao
- Raid en mer de Chine méridionale

Japon :
- Raid de Doolittle
- Bombardements stratégiques sur le Japon (Tokyo
- Yokosuka
- Kure
- Hiroshima et Nagasaki)
- Raids aériens japonais des îles Mariannes
- Campagne des archipels Ogasawara et Ryūkyū
- Opération Famine
- Bombardements navals alliés sur le Japon
- Baie de Sagami
- Invasion de Sakhaline
- Invasion des îles Kouriles
- Opération Downfall
- Reddition du Japon

Pacifique central :
- Pearl Harbor
- Guam (1941)
- Wake
- Raid sur les îles Gilbert et Marshall
- Opération K
- Midway
- Opération RY
- Campagne des îles Gilbert et Marshall
- Campagne des îles Mariannes et Palaos
- Campagne des archipels Ogasawara et Ryūkyū
- Opération Inmate

Pacifique du sud-ouest :
- Nauru
- Invasion des Philippines (1941-42)
- Invasion des Indes orientales néerlandaises
- Opérations de l'Axe dans les eaux australiennes
- Raids aériens japonais sur l'Australie (1942-43)
- Opération Ke
- Campagne des îles Salomon
- Campagne de Nouvelle-Guinée
- Campagne des Philippines
- Campagne de Bornéo (1945)

Asie du sud-est :
- Invasion de l'Indochine (1940)
- Océan Indien (1940-45)
- Guerre franco-thaïlandaise
- Invasion de la Thaïlande
- Campagne de Malaisie
- Hong Kong
- Singapour
- Campagne de Birmanie
- Opération Kita
- Indochine (1945)
- Détroit de Malacca
- Opération Jurist
- Opération Tiderace
- Opération Zipper
- Bombardements stratégiques (1944-45)

Guerre sino-japonaise
Front d'Europe de l’Ouest
Front d'Europe de l’Est
Bataille de l'Atlantique
Campagnes d'Afrique, du Moyen-Orient et de Méditerranée
Théâtre américain
La campagne des Philippines de 1944-1945 vit la reconquête par les Alliés des Philippines occupées depuis 1942 par l'empire du Japon. Les manœuvres pour l'invasion du pays débutèrent le 17 octobre 1944, et un débarquement d'envergure eut lieu le 20. Les combats se poursuivirent jusqu'à la fin de la Seconde Guerre mondiale. Le courage des défenseurs philippins et américains est célébré aux Philippines le 9 avril, lors de la fête nationale connue sous le nom de « Jour de la bravoure » (Araw ng Kagitingan). La population philippine a gravement souffert au cours cette campagne, victime aussi bien des massacres et des exactions japonaises que des bombardements massifs américains en zones urbaines.

## Contexte
Les Philippines étaient occupées par le Japon depuis la bataille de 1941-1942. Après avoir isolé les Japonais en Nouvelle-Guinée, et remporté de nombreuses victoires, aux îles Mariannes ou à Peleliu, les Alliés se rapprochaient du sol japonais. Le général Douglas MacArthur faisait une affaire personnelle de la reconquête de l'archipel, qui représentait en outre un point stratégique vital, permettant de couper le Japon de son approvisionnement en pétrole depuis notamment les Indes orientales néerlandaises et de lancer des assauts sur sol du Japon, hâtant ainsi la défaite d'un ennemi qui ne donnait aucun signe de vouloir capituler.
MacArthur n'ayant prévu qu'un engagement limité des forces australiennes au sol, l'Australie contribua essentiellement aux combats navals et aériens. Le Mexique apporta à partir d'avril 1945 le concours d'une escadrille d'avions de chasse, l'Escuadrón 201.
L'URSS fournit des renseignements sur les plans américains au consulat du Japon à Harbin via une source australienne,.

## Débarquement

### Batailles de Leyte et du golfe de Leyte
Les manœuvres sur Leyte commencèrent le 17 octobre 1944 ; le débarquement proprement dit eut lieu le 20. Du 23 au 26, une bataille navale de grande envergure tourna à l'avantage des Alliés. Les combats sur Leyte furent féroces mais se terminèrent par une victoire américaine le 31 décembre, offrant aux Alliés une tête de pont pour envahir le reste du territoire philippin.

## Bataille de Mindoro

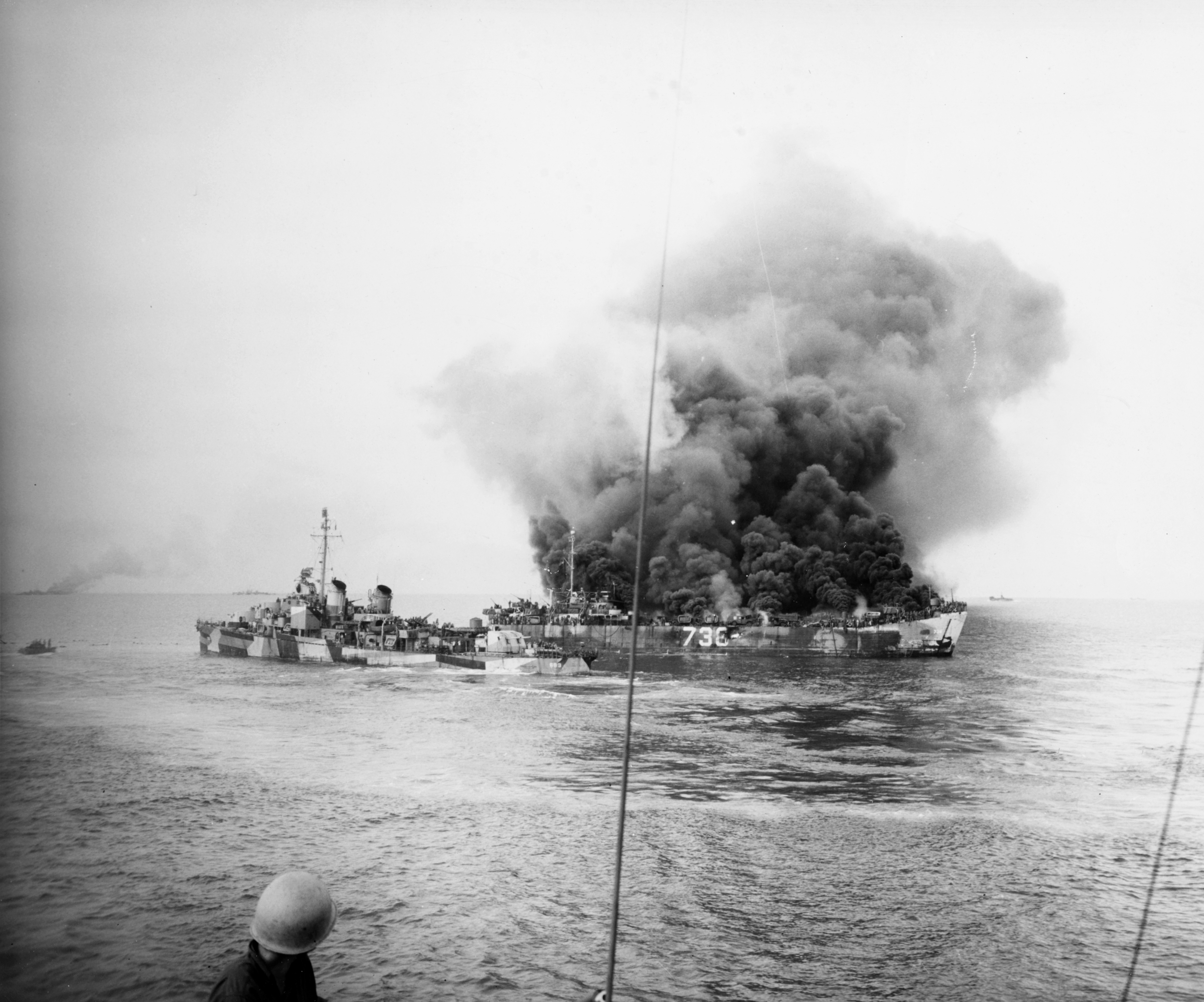
Un LST américain après avoir été touché par un avion kamikaze japonais le 15 décembre 1944.

Il fut décidé par l'état major américain de la prise de l'île de Mindoro afin de prendre le contrôle de ses 3 aérodromes pour pouvoir offrir un meilleur support aérien à la future invasion de l'île de Luçon quelques semaines plus tard.
Le débarquement sur l'île eut lieu le 15 décembre 1944, sans opposition. Le sud de l'île où étaient localisées ces pistes de décollage est rapidement conquis en 3 jours occasionnant des pertes minimes pour les GI's qui n'ont eu qu'à affronter une résistance nippone clairsemée.
Les attaques d'avions kamikazes japonais ont été largement plus dévastatrices pour les forces américaines qui verront périr 459 hommes en mer et plusieurs de leurs bateaux coulés, principalement des cargos de transport de matériel, mais également un destroyer.

## Avance sur Manille
En décembre 1944, le gouvernement collaborateur philippin organisa des milices, les Makapili (Makabayan Katipunan Ñg Mga Pilipino, soit Alliance des patriotes philippins), destinées à aider les Japonais dans les combats contre les Alliés. Le 9 janvier 1945, la 6e armée du général Walter Krueger commença son débarquement à Luçon, entraînant 175 000 hommes. La bataille de Luçon dura jusqu'au 15 janvier.
Soutenue par l'armée de l'air, l'infanterie avança en direction de Manille, d'autres débarquements ayant lieu entretemps dans la péninsule de Bataan et au sud de Manille, afin de prendre la capitale en tenaille. Les combats dans Manille débutèrent le 3 février et durèrent un mois, se soldant par la destruction d'une grande partie de la capitale et la mort de nombreux civils philippins, tués par les Japonais au cours du massacre de Manille.

## Poursuites des opérations de reconquête des autres îles principales de l'archipel
Après la reconquête de la majeure partie de l'île de Luçon, il fut décidé d'organiser des débarquements successifs sur les principales autres îles situées dans le centre et le sud de l'archipel philippin : les Visayas, Palawan et Mindanao.
Operation VICTOR I et Operation VICTOR II : Bataille des Visayas
Operation VICTOR III  : Bataille de Palawan
Operation VICTOR IV et Operation VICTOR V : Bataille de Mindanao
Après ces opérations, dès la fin du mois de juin, la résistance acharnée des Japonais a été drastiquement réduite dans l'archipel, pour ne plus constituer que des poches résiduelles sur Mindanao et Luçon. Les Japonais retranchés dans les zones de jungle les plus profondes résistèrent jusqu'au 2 septembre, date de la signature des actes de capitulation.

## Exactions contre la population

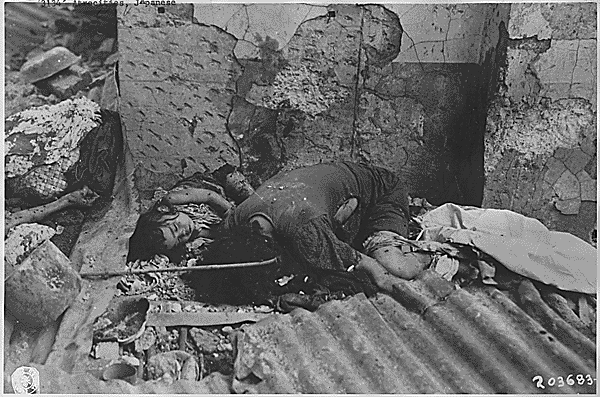
Cadavres d'une mère philippine et de son enfant tués par la marine impériale japonaise pendant le massacre de Manille, en février 1945 guerre mondiale.

Conformément aux directives d'Akira Mutō, le chef d'état-major de Tomoyuki Yamashita, l'armée et la marine impériales assimilèrent la population à la guérilla. En conséquence, une kyrielle d'exactions fut commise à l'encontre des civils lors de la retraite des forces shōwa.
Le Tribunal de Tokyo et le Tribunal militaire de Manille identifièrent ainsi 72 massacres d’envergure dont :
- massacre d’environ 100 000 civils en février 1945 à Manille, dont 200 civils au St-Paul College[6] et 1000 hommes à Fort Santiago ;
- massacre de 2 500 civils à Calamba ;
- massacre de 2 500 civils à Lippa, sur l'île de Luçon[7] ;
- massacre de 500 civils à Dapdap (en), province de Cebu[8] ;
- massacre de 328 civils à Bauan, 320 à Taal, 300 à Cuenca, 107 à San Jose, 39 à Lucero, province de Batangas[9].

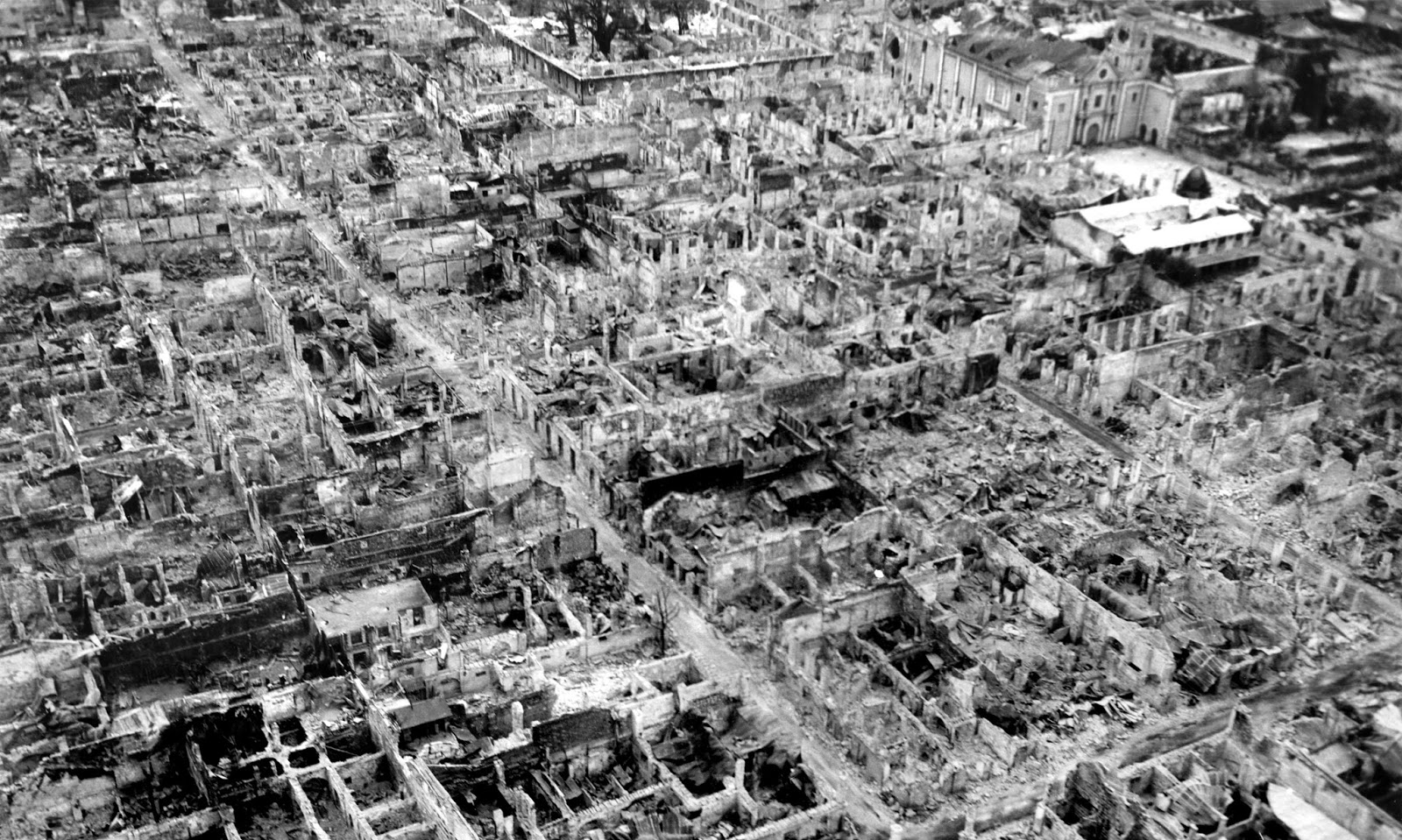
Vue aérienne du centre-ville dévasté de Manille en mai 1945

## La libération
La reconquête signa la fin de trois ans et demi de dure détention pour les prisonniers, marqués par des atrocités comme la marche de la mort de Bataan, et l'emprisonnement dans des camps de concentration et des bateaux japonais, où les détenus s'entassaient sans eau, nourriture ou ventilation. Elle représenta surtout pour la population la fin d'un régime de répression qui en était venu à assimiler les civils à la guérilla et à les exterminer en conséquence, comme ce fut le cas lors de la bataille de Manille où 100 000 civils trouvèrent la mort.